# Náhál Oz-i mészárlás
A Náhál Oz-i mészárlást a Hamász fegyveresei hajtották végre 2023. október 7-én, Szimchat Tórá ünnepén, a Gázai övezet északi részéhez közel fekvő kibucban, Náhál Ozban. A kibuc elleni terrortámadás része volt az Izrael elleni meglepetésszerű támadásnak. A mészárlás során a kibuc sok lakosát meggyilkolták és jelentős károk keletkeztek a település épületeiben. További lakosokat elraboltak és a Gázai övezetbe vittek. Két éppen Náhál Ozban nyaraló amerikai túszt, Judith Raanant és Natalie Raanant október 20-án az elrablóik szabadon engedtek.

## Háttér
Náhál Oz egy dél-izraeli település, a Negev-sivatag északnyugati részén, a gázai határ közelében fekszik. 2021-ben 471 lakosa volt. A kibucot 1951-ben alapították, ez volt az első Náhál település az országban, amely 1953-ra polgári közösséggé alakult. 1956-ban  a kibuc biztonsági tisztjét, Ro'i Rothberget gázából behatoló fegyveresek megölték. Temetésén Móse Daján, akkori vezérkari főnök mondott gyászbeszédet, amelyben hangsúlyozta az Izrael előtt álló kihívásokat és a szomszédból érkező folyamatos fenyegetést.

## Mészárlás

### Katonai bázis megtámadása
Az első vizsgálatok szerint 40-50 fegyveres szivárgott be, áttörve a gázai kerítésrendszert és a Náhál Oz mellett levő katonai bázis felé futott. A fegyveresek rövid csatát vívtak az őrökkel a kapuban, megölték őket, behatoltak, majd  megsemmisítették a bázist és a benne lévő felszerelések nagy részét. A poszton lévő katonákat meglepetésként érte a támadás, nem volt idejük védekezni, a legtöbbjüket megölték. A tisztek és a megfigyelők elbarikádozták magukat, közben megpróbáltak kommunikálni a parancsnoksággal, hogy harci helikoptereket kérjenek erősítésnek. Egy zászlóaljparancsnok és két szakaszparancsnok harcba keveredett a fegyveresekkel a parancsnoki szoba előtt. Egészen addig voltak képesek küzdeni, amíg a terroristák robbanóanyagot dobtak be, aminek következtében sokan meghaltak.
A támadás idején a Harci Felderítő Alakulat 414-es egységének 27 katonája teljesített szolgálatot a bázison, a Hamász megölte vagy elfogta mindannyiukat. A 414-es egység legtöbb katonája Náhál Oznál nő volt. Feladatuk a gázai határnál történő felderítés, valamint a Vasfalon elhelyezett távirányítós lövegtornyok működtetése volt. A legtöbb Náhál Oz-beli katonának nem volt kézifegyvere vagy puskája, hogy meg tudja védeni magát, annak ellenére, hogy a katonai bázis kevesebb mint egy kilométerre található Gázától. A Hamász támadásának idején a bázison csak néhány harci kiképzést  kapott katona állomásozott, akiket könnyedén le lehetett győzni. A fegyvertelen 414-es egység katonái egy óvóhelyen próbáltak elrejtőzni, de szinte mindegyiküket megölték vagy elfogták. Az Izraeli Védelmi Erők szerint a 414-es egység húsz katonája vesztette életét a Náhál Oz bázison, hatan pedig eltűntek.
Az elit Golani dandár 13. zászlóaljából 41-en haltak meg, ami több halálos áldozatot jelent, mint a Hatnapos háborúban és a Jom kippuri háborúban elesettek száma együttvéve. A zászlóalj főhadiszállása a Náhál Oz-i katonai bázison volt, de sok golani katona a Vasfal különböző pontjain teljesített szolgálatot, ezért kezdetben nem tudták a bázist megvédeni. A Náhál Oz megfigyelésre használt épületei és az informatikai berendezések már az invázió első órájában megsemmisültek.

### A kibucban
A Náhál Oz katonai bázisnál történt eseményekkel párhuzamosan meglepetésszerű támadást végrehajtó legalább 20 fegyveres hatolt a Gázai övezet északi részén található Náhál Oz kibucba. A terroristák betörtek az otthonokba, kibuclakókat raboltak el és többeket megöltek. A katonai bázis őrei közül néhányan bementek a kibucba, és harcba keveredtek a fegyveresekkel.

## Fordítás
Ez a szócikk részben vagy egészben  a   Nahal Oz massacre című angol Wikipédia-szócikk ezen változatának fordításán alapul.  Az eredeti cikk szerkesztőit annak laptörténete sorolja fel. Ez a jelzés csupán a megfogalmazás eredetét és a szerzői jogokat jelzi, nem szolgál a cikkben szereplő információk forrásmegjelöléseként.